# Bolgárkertész

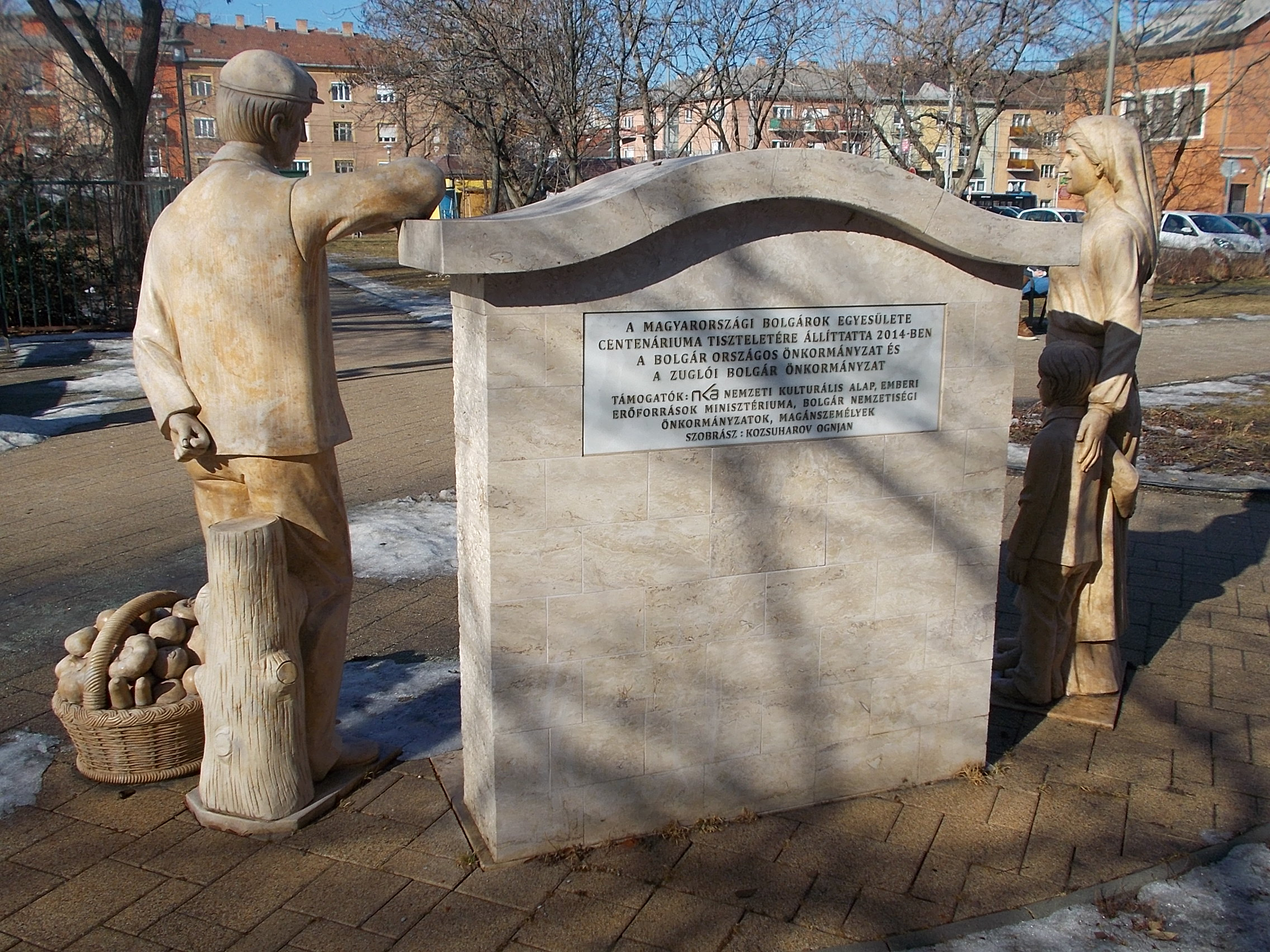
Bolgárkertész-emlékmű, Budapesten a Bosnyák téren

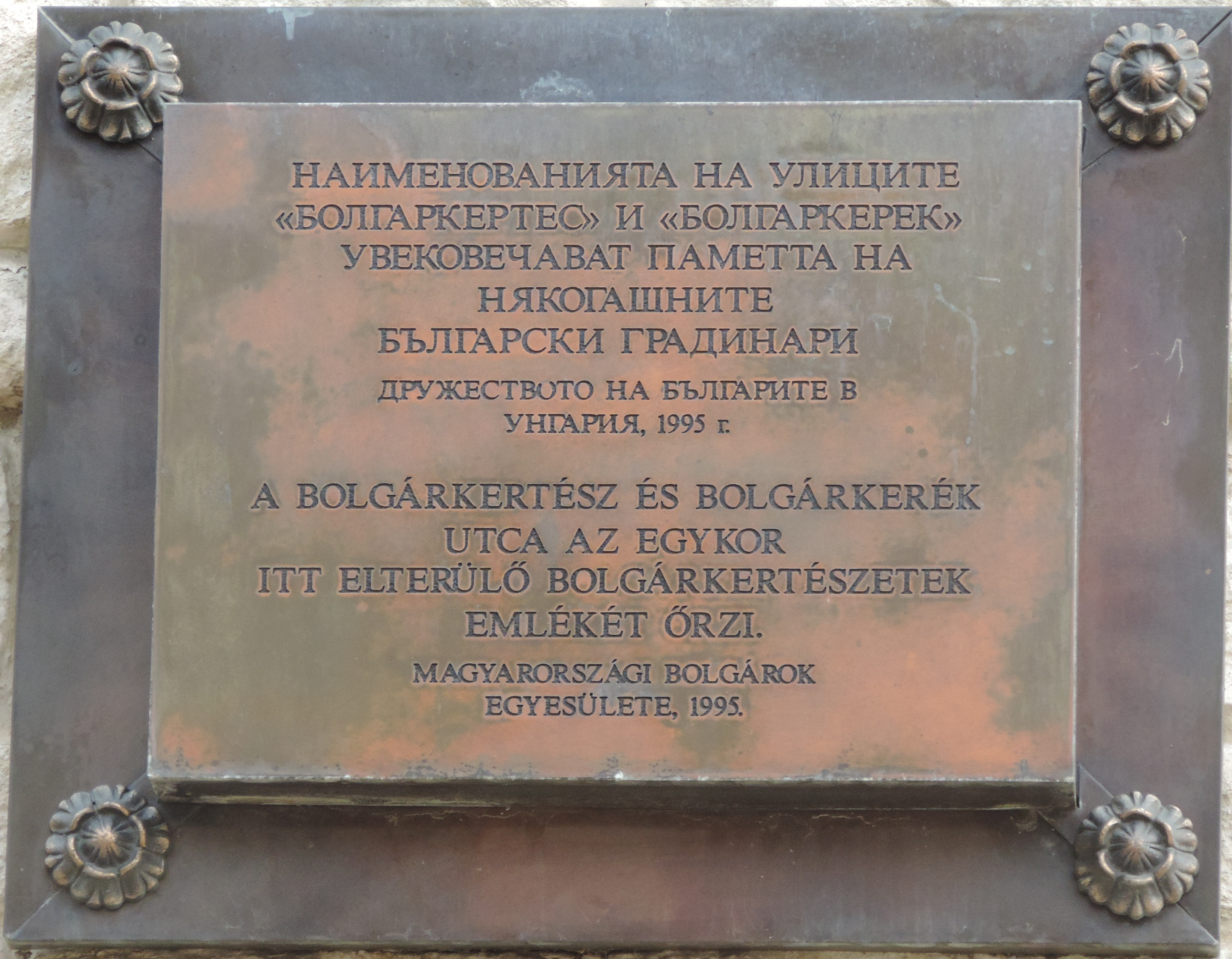
Emléktábla a Budapest XIV. Bolgárkertész u. 25. alatti házon

A bolgárkertész a magyar nyelvben elterjedt fogalom: speciális kisüzemi módszerekkel, melegágyi hajtatással és árasztó öntözéssel zöldséget termelő kertészt jelöl. A bolgárok a törököktől lesték el az öntözés tudományát, és terjedt tovább tőlük a Balkánra és Magyarországra. A bolgárkertészek a 19. század második felében Bulgáriából települtek be Magyarországra. Módszereik, egyes eszközeik újdonságnak számítottak, ezért az első világháború végéig a zöldségtermesztésben monopolhelyzetet élveztek.   

## A bolgárkertészek története
Az első nagyobb bolgárkertész csoportok az 1870-es évek elején tűntek fel Magyarország egyes déli városai (pl. Nagybecskerek, Arad, Temesvár, Nagyszeben, Baja stb.) és néhány más helység (pl. Esztergom, Nyíregyháza, Miskolc) körül. A 20. század elején már nagy számban dolgoztak a főváros, valamint minden olyan nagyobb város környékén, ahol ezt a természeti adottságok lehetővé tették. Előbb sokan kétlaki életet éltek, s főleg a férfiak jöttek a jobb pénzkereset reményében, s télre visszamentek Bulgáriába, majd egyre többen hozták a családot is, és telepedtek meg itt végleg. Munkaközösségekben dolgoztak, együtt éltek és a hasznot is megosztották. A földet általában bérelték és kevés idénymunkás közreműködését vették igénybe.
A Budapesttől északra (Szentendre felé) vagy délre (Csepel felé) letelepedett bolgárkertészek tipikusan a HÉV segítségével szállították portékáikat a piacokra. A nyíregyháziak legnagyobb piaca a saját városukban volt, de kisvonattal rendszeresen eljártak pl. Sátoraljaújhelyre.

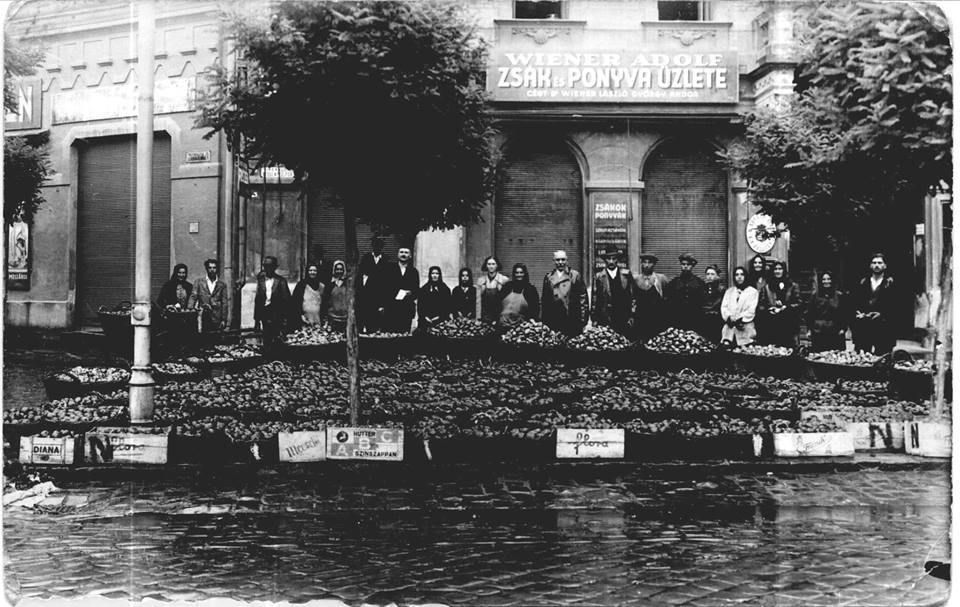
Zöldségpiac, bolgárkertészek a nyíregyházi piacon az 1930-as években

Az első világháborúban a bolgár állam hazarendelte katonának a bolgárkertészeket. Ekkorra már módszereiket a korábbi magyar idénymunkások is eltanulták, így az 1920-as évek elejére a bolgárkertészek zöldségtermelési monopolhelyzete megszűnt, de továbbra is a legnépszerűbbek voltak a piacokon. A második világháború után elvesztették bérlési lehetőségeiket, sokan közülük termelőszövetkezetekben folytatták a növénytermelő- és piacozó munkát.
Az árasztásos öntözés technikája
Az árasztásos öntözés kezdeti eszköze a duláp, a bolgárkerék volt, egy vízmerigető, öntöző fakerék, melyet lóval mozgattak, s amely a vízbe (kanálisba, patakba) merülő vödrök segítségével merte, s továbbította a vetemények között ásott csatornarendszerbe a vizet. A 20. században a nyíregyháziak már motort, szivattyút alkalmaztak. A víz a vezércsatornába folyt, ahonnan ágaztak a mellék (bajusz) csatornák, ezekből a kiscsatornák, amelyek már az ágyásokat árasztották el. Ezeket a jól működő csatornarendszereket a kertészek mérnöki tudományok ismerete nélkül tervezték meg és működtették. A kerék a terület legmagasabb pontján állt, hogy lejtve mindenhova eljusson a víz. A csatornákat úgy alakították, hogy szépen, lépésben folyjon bennük a víz, s minden ágyásba a szükséges mennyiségben jusson el. 
A kimérés lépésekkel történt, mégis minden csatorna és ágyás egyenes volt. Az árasztás pontos és figyelmes munka volt, ha sok volt a víz, több ember összehangolt munkája. Előbb végigengedték a vizet a vezércsatornában, aztán nyitották meg a bajuszcsatornákat. Amikor azokban is végigért a víz, átengedték a kiscsatornákba, ha azokban is végigfolyott, megkezdték a beengedést az ágyásokba a záróföld (a kiszik) kivágásával, egyenként, felfelé haladva. A következő locsolást fentről lefelé haladva végezték. Kontracsatorna és vízelnyelő ágyak segítségével biztosították, hogy az árasztás egyenletes maradjon, és ne menjen tönkre a csatornarendszer, amelyet folyamatosan karban kellett tartani, pl. a vezércsatorna földjét minden öntözés után, amikor kezdett megszikkadni, megkapálták, hogy ne repedezzen meg.
A vízhúzó lovat a 12-15 éves gyerekek hajtották.  
Az öntözés három változata: fakasztó, nevelő, érlelő.
A palántanevelés

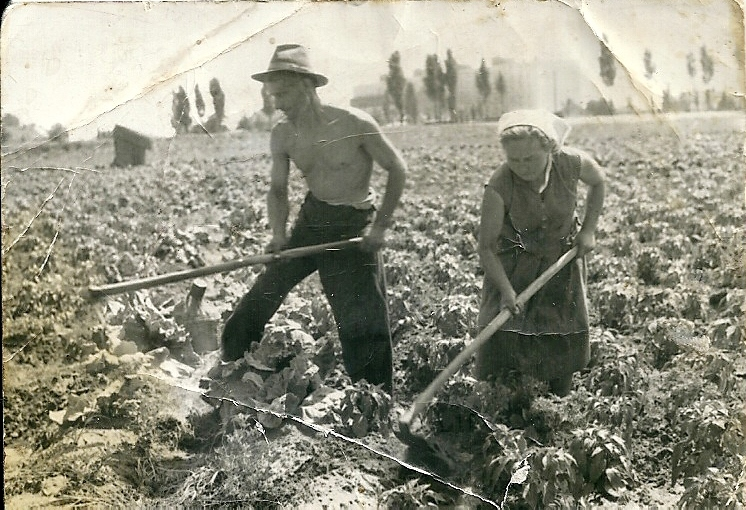
Bolgárkertészet, Nyíregyháza 1940-es évek

A palántanevelő telepeket 2,5 m magas gyékénnyel kerítették körbe az enyhe klíma biztosítására. Az ágyásokat 20 cm magas deszkákkal vették körbe, ezeket meghajlított fűzfavesszőkkel borították, ezekre kerültek a gyékénytakarók. Az ágyások közét szalmával takarták be, hogy megtartsák a föld melegét. Palántáról termesztett zöldségfélék voltak: kék karalábé, nyári fejes káposzta, őszi karfiol, paprika, paradicsom, padlizsán, uborka, dinnye, zeller. A magvetéshez megvárták a megfelelő jó időt: a porcsinfű kikelését, és az esztendő 100. napját, április 10-ét. A sötét magokat bevizezték majd összekavarták liszttel, hogy vetéskor jobban lehessen látni. A palántanevelő végétől indulva, hátrafelé mozogva szórták el a magokat, a csukló jobbra-balra mozgatásával, az ujjak között kialakított vetőnyílás nagyságával szabályozva a vetés sűrűségét. Az volt a megfelelő sűrűség, ha a visszakézből bedobott egykoronás egy vagy két szem magot letakart. A vetésnek művészei voltak, pl. akik még régebben szájból való kifúvással vetették a paprikát. 
Belocsolás után gyékénnyel takarták az ágyásokat, melyeket aztán minden nap kitakartak, majd éjszakára visszatakartak. Kb. 5 hét volt a palántanevelési idő, az utolsó héten már éjszakára is szabadon hagyták. A palántákat előbb pikírozták, egymástól 10-10 cm-re tűzdelték, ültették szét, majd a fagyosszentek ill. Orbán-nap után ültették ki földlabdával a szabad földbe. A palántákat beöntözés nélkül óvatosan felszedték, s csak kiültetés után locsolták meg, így gyorsabban megeredtek. A palántázásnak is megvolt a gyors, ügyes technikája. A belocsolást a kiscsatorna mellett ásott, vízzel megengedett gödörből végezték, kukoricaszárral szűkített locsolóból, ezt mindig bolgárok csinálták, nem bízták napszámosokra.
Különböző más módszerek és újítások is voltak, pl. felfedezték és felhasználták a friss istállótrágya melegítő hatását; gyékény helyett üveglapokkal fedték az ágyásokat, s így melegágyakat alakítottak ki, ezzel lerövidült a palántanevelés ideje.
Kapálás

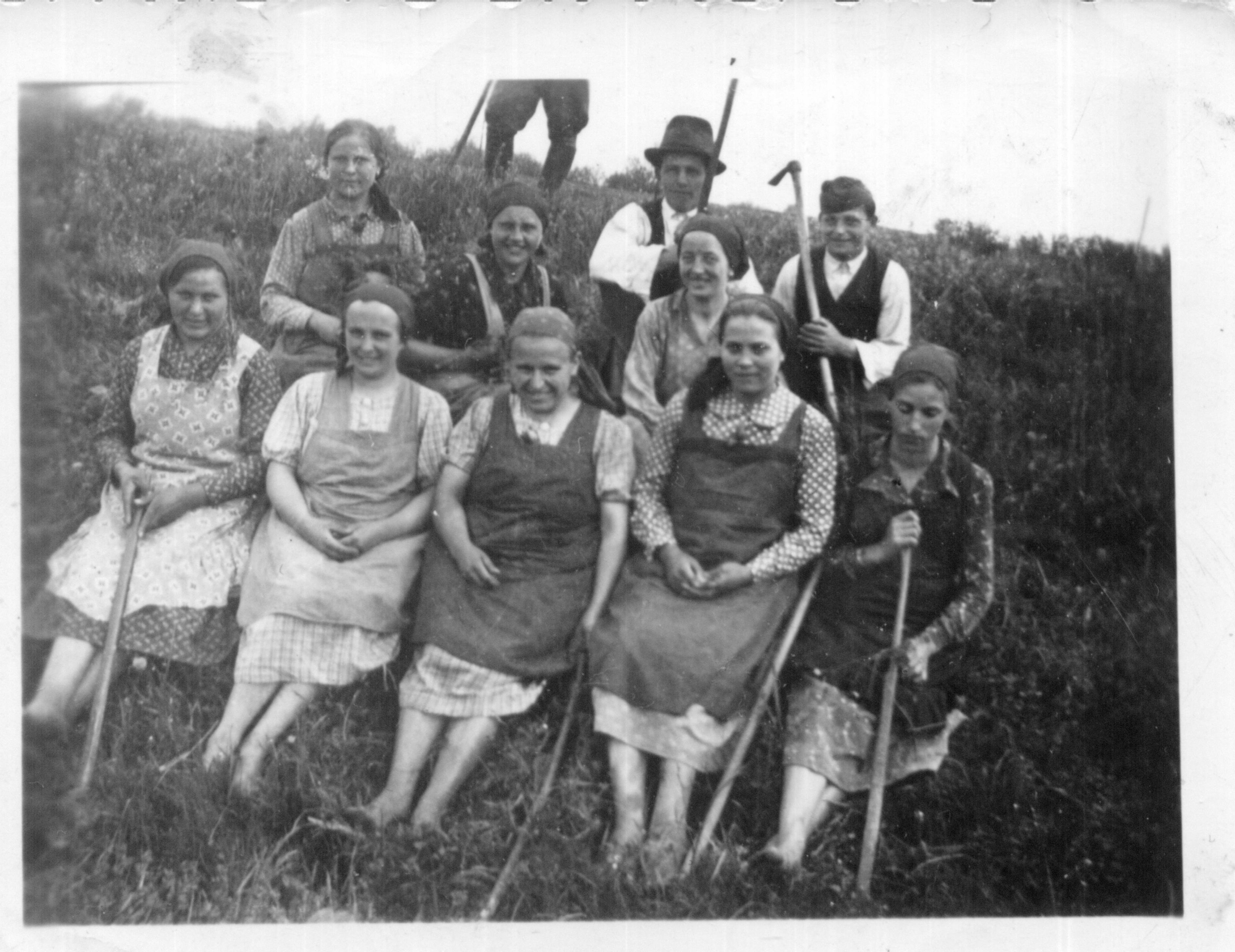
A bolgárkertészet munkásai, Nyíregyháza 1940-es évek. Az alsó sor közepén a gazdasszony, Markova Anna

Minden öntözést kapálás követett. Sekélyen kapáltak háromszög alakú kiskapájukkal, a motikával, vigyázva, hogy lábnyomuk ne maradjon ott.
Magtermesztés
A vetőmagokat Bulgáriából hozták magukkal, majd itt Magyarországon tovább termelték maguknak a magot minden fajtából. A magtermesztés jól előkészített ágyásokban történt. A legszebb példányokat veremben átteleltették, majd tavasszal kiültették a maghozó anyatöveket. A maghozó szárakat dróthuzalhoz kötözték, s a becők beérése után vászonponyvára pergették a bennük lévő magokat. Tisztították, rostálták, s vászonzacskókban a padláson szellős helyen tárolták. A magtermesztésnek minden növényfajtánál külön technikája volt.
Terményszedés, értékesítés
Akkor szedték a terményt, amikor fogyasztásra, piaci árulásra megért, ügyelve, hogy ne törjön, mutatós maradjon. A leszedett portékát szortírozták és nagy kasokban szállították a piacra. A nyíregyháziak az un. "folyásban" engedték le a földből kiásott zöldséget, így mosva került a szortírozóhelyre, kötözésre. Sátortetős szekérrel szállították a piacra, hogy friss maradjon. Távolabbi piacokra is eljutottak, a nyíregyháziak pl. kisvonattal rendszeresen jártak a sátoraljaújhelyi piacra.
Életmód

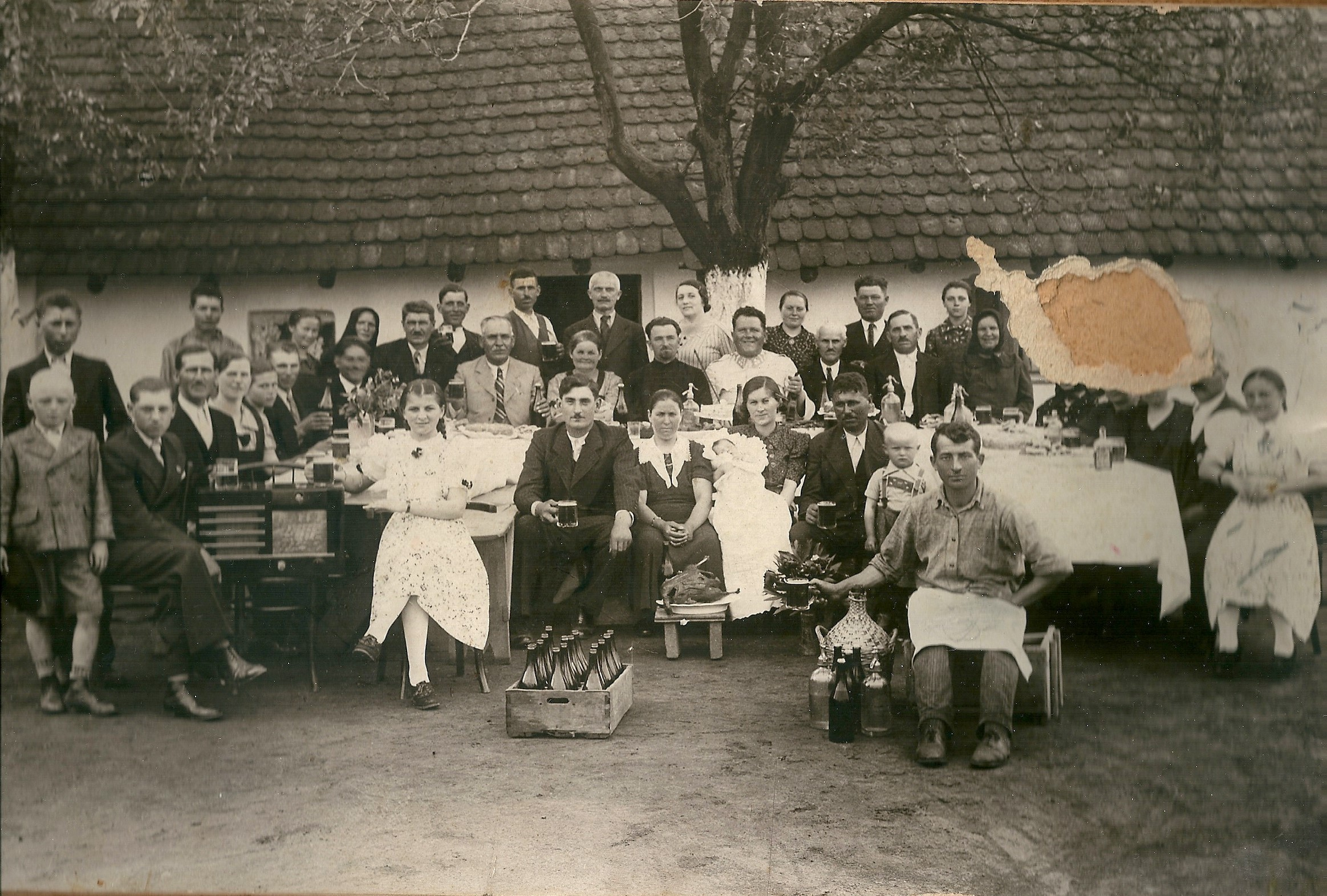
Bolgár keresztelő Nyíregyházán, 1930-as évek

A bolgárok egyszerű, szerény, becsületes, dolgos emberek voltak. A magyarokat tisztelték, hisz a jobb megélhetés reményében jöttek ide, békében éltek velük, sokuknak munkát adtak kertészeteikben, munkásaik sok munkafogást megtanultak tőlük. De egymás között sem voltak veszekedős, civakodós természetűek. Sokat dolgoztak, csak a saját bolgár ünnepeiken és vasárnap pihentek, ha nem volt valami sürgős munka a kertészetben. Családi eseményeiket (keresztelő, esküvő) tágabb körben, a bolgár közösség körében ünnepelték meg. Az otthoni szegénység után jobb életkörülményekre törekedtek, otthon maradt rokonaikkal jó kapcsolatokat tartottak. Étkezésükben értelemszerűen sok volt a zöldség, gyakori nyári étel volt az uborkaleves és a nyers lecsó, több Bulgáriából hozott jellegzetes ételt főztek, pl. a sült paprikából fokhagymásan készített lecsót. Más hagyományokat is megőriztek, pl. a szilveszteri balnyicasütést a belerejtett szerencsepénzzel.
Csabai László nyíregyházi író Szindbád-regényeiben sokszor említi őket.